# Часовня Спаса Преображения на Братском воинском кладбище
Часовня Спаса Преображения на Братском воинском кладбище — православная часовня в Москве. Является центральным памятником Мемориально-паркового комплекса героев Первой мировой войны, расположенного на территории бывшего Братского кладбища. Построена в 1998 году. Получила название в память о снесённом храме Спаса Преображения на Братском кладбище. Является приписной к храму Всех Святых во Всехсвятском. 30 апреля 2015 года в часовне были перезахоронены останки великого князя Николая Николаевича Младшего и его супруги великой княгини Анастасии Николаевны. В часовне ежедневно совершаются панихиды об усопших (в 13:00 в будни и в 10:30 в выходные).

## История

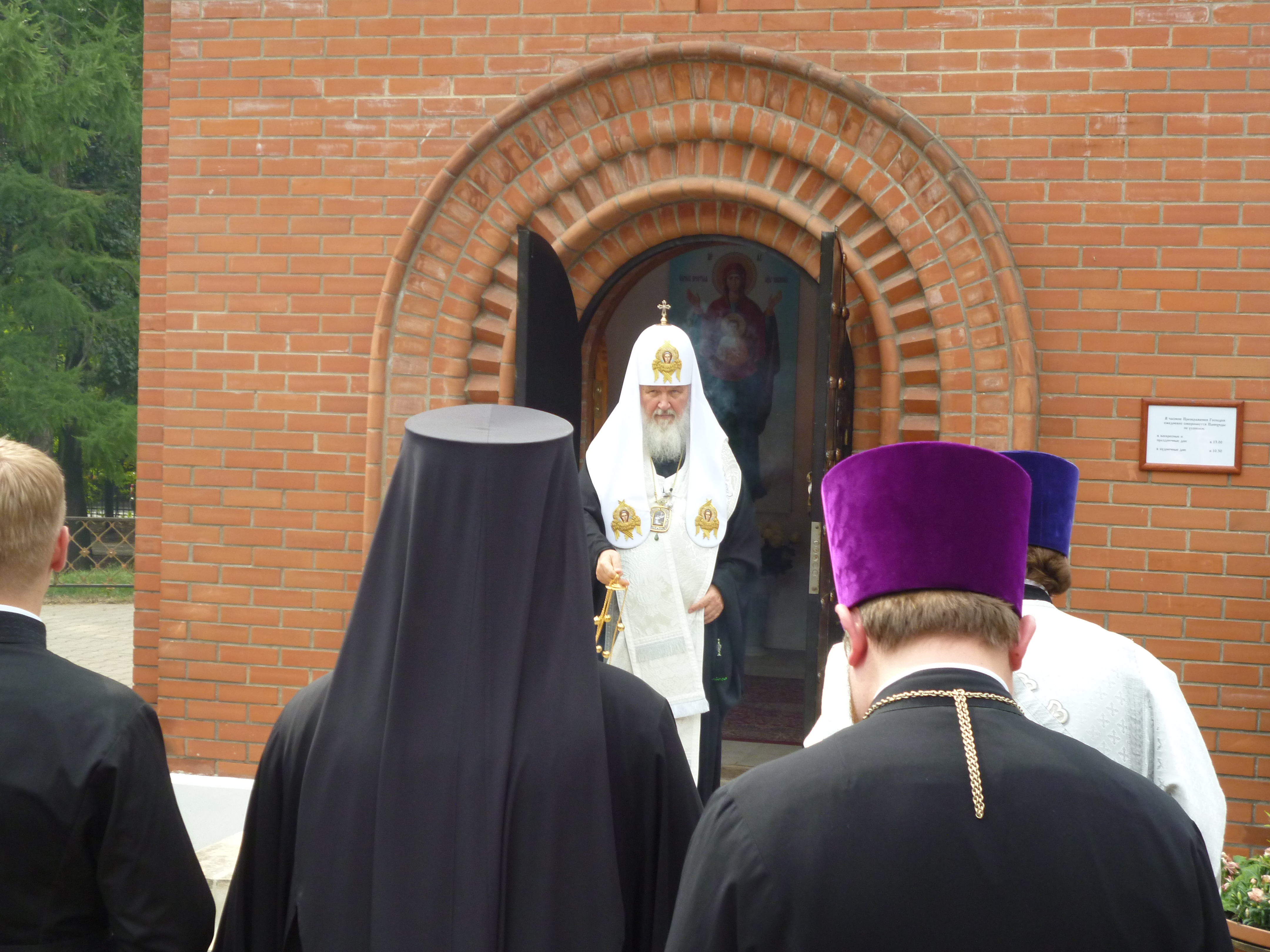
Патриарх Кирилл у часовни

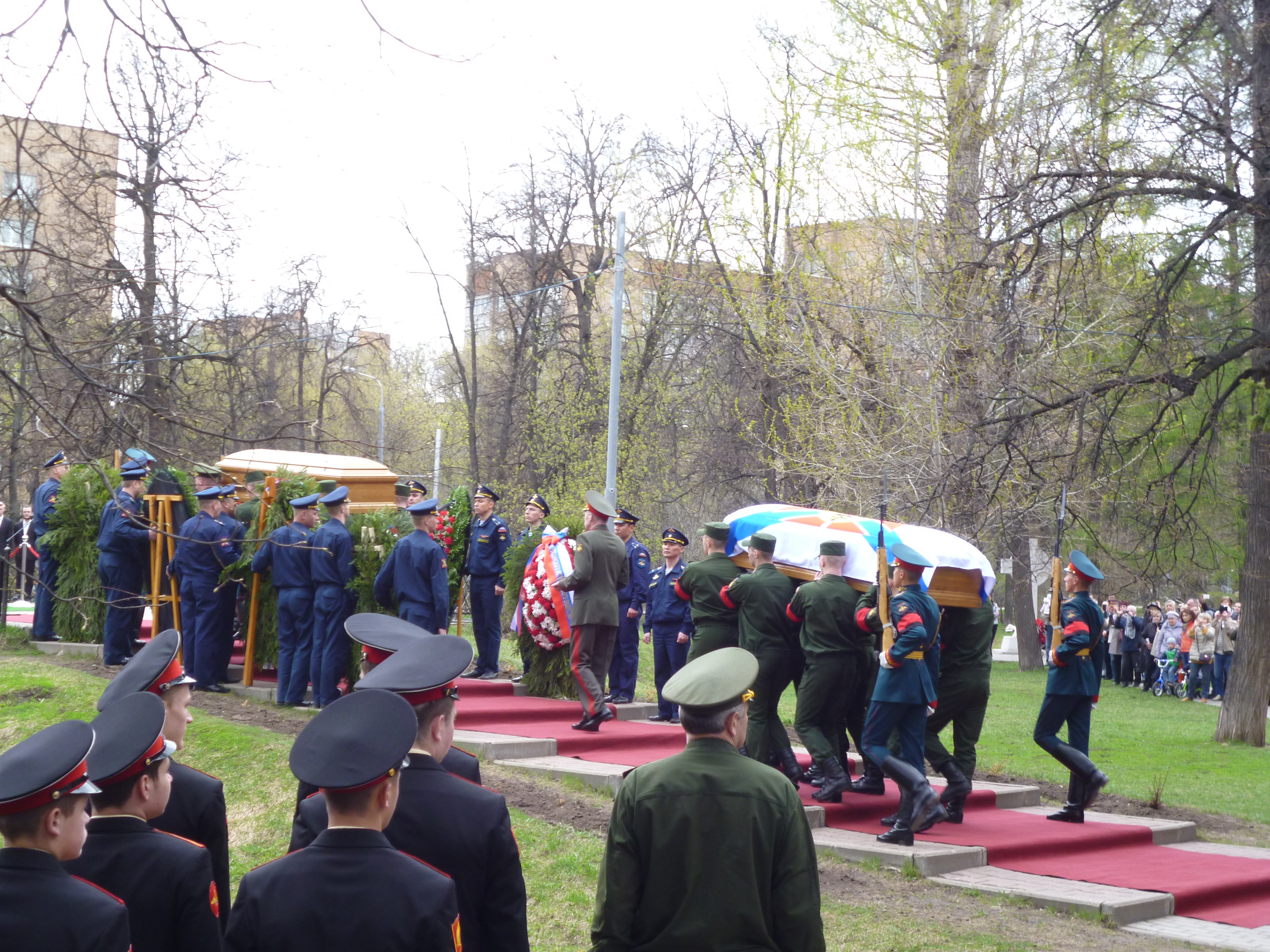
Перезахоронение Николая Николаевича

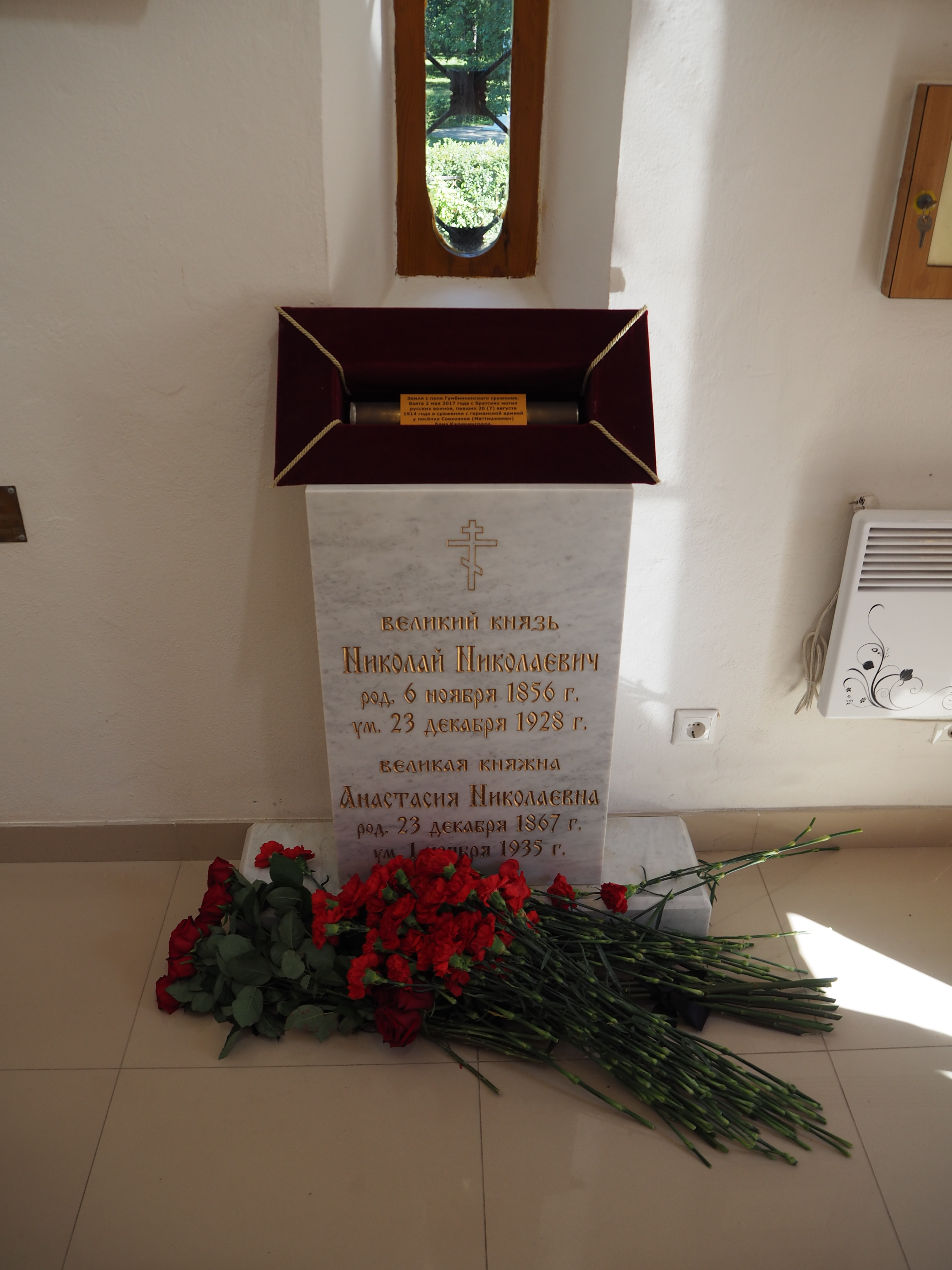
Надгробие Николая Николаевича и Анастасии Николаевны. Выше капсула с землёй с мест боёв Первой мировой войны

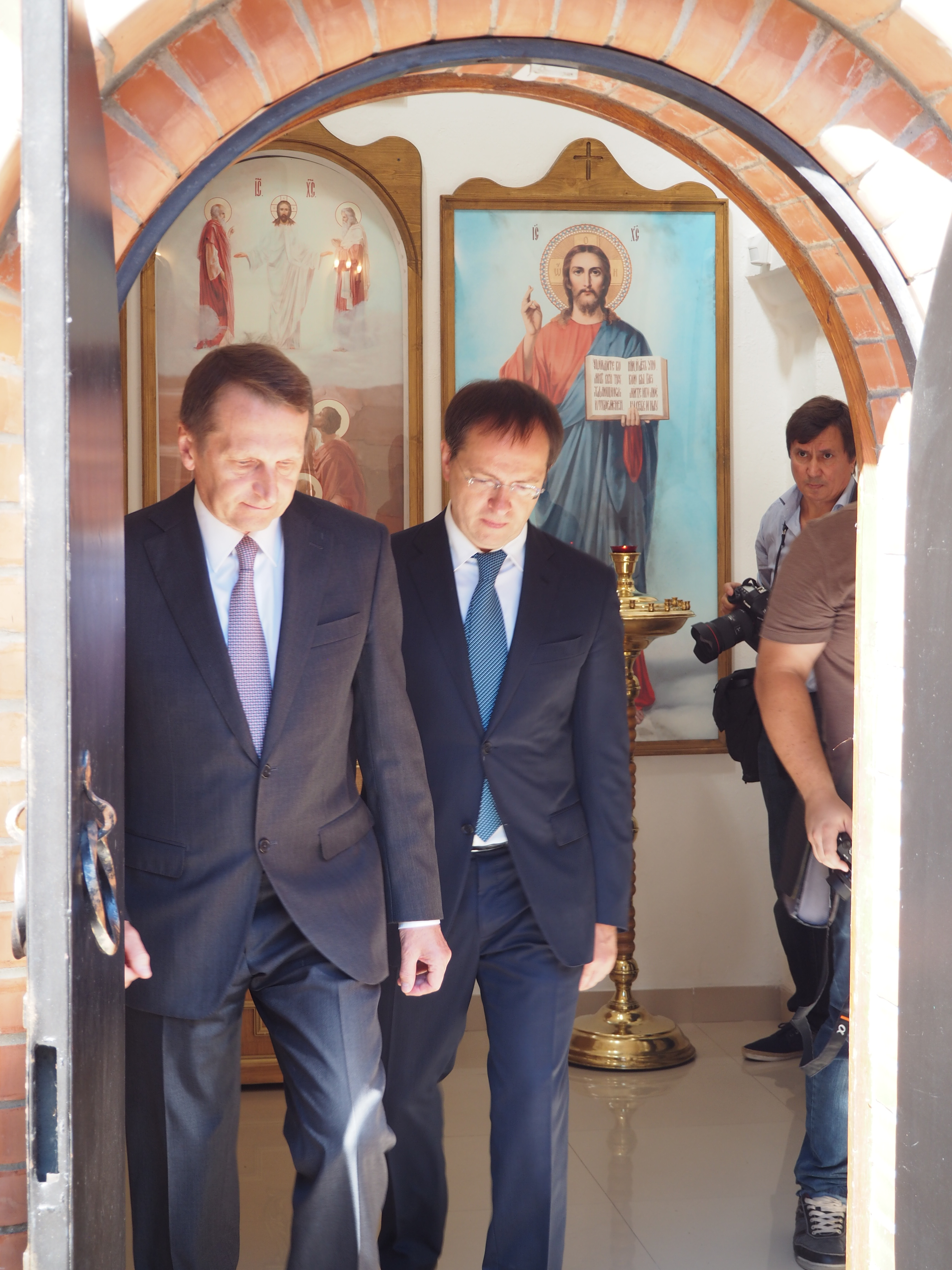
Сергей Нарышкин и Владимир Мединский выходят из часовни

В 1915 году было открыто Московское городское Братское кладбище жертв Первой мировой войны, располагавшееся в подмосковном селе Всехсвятском (в 1917 году оно вошло в состав города). В 1915—1918 годах по проекту Алексея Щусева на кладбище был построен храм Спаса Преображения. В 1932 году Братское кладбище было ликвидировано и превращено в парк. В конце 1940-х годов храм был снесён, а на его месте появились многоэтажные жилые дома.
Во время перестройки ряд общественников высказываются за воссоздание мемориала в парке на месте Братского кладбища. Вскоре появляются предложения о строительстве в парке часовни в память о героях Первой мировой войны. В ноябре 1990 года в парке был освящён закладной камень часовни-памятника. Первый проект часовни-памятника был разработан в начале 1990-х годов архитектором М. Панкратовым и скульптором В. Клыковым.
Летом 1996 года по благословению епископа Бронницкого Тихона (Емельянова) среди прихожан храма Всех Святых во Всехсвятском проводился сбор подписей в поддержку строительства часовни. В 1997 году было принято решение о создании в парке мемориальной зоны и строительстве часовни-памятника. 28 мая 1998 года на территории бывшего Братского кладбища был установлен и освящён закладной камень часовни (позднее он был перенесён к храму Всех Святых).
Летом 1998 года при поддержке правительства Москвы в юго-западной части парка была создана мемориальная зона площадью 0,78 га. На искусственном холме, образованном в 1950-х годах из грунта и строительного мусора при строительстве кинотеатра «Ленинград», началось возведение часовни. Проект часовни был разработан бригадой № 5 института «Спецпроектреставрация» под руководством архитектора Л. С. Семёновой. Вокруг холма с часовней были устроены аллеи, образующие ромб и повторяющие первоначальную планировочную структуру Братского кладбища. На круглых площадках в двух противоположных вершинах ромба расположены мемориальные знаки: часовенный столб и памятный крест. 8 ноября 1998 года в канун 80-летия со дня окончания Первой мировой войны состоялось торжественное открытие часовни. Церемония началась с крестного хода от храма Всех Святых, а затем у часовни был проведён поминальный молебен. К основанию часовни была высыпана земля, взятая с зарубежных мест захоронения россиян, погибших на Первой мировой войне. Часовня получила своё название в память о снесённом храме Спаса Преображения.
В 2004 году мемориальной зоной была объявлена вся территория парка. 1 августа 2014 года в день 100-летия со дня вступления России в Первую мировую войну парк посетил патриарх Кирилл и совершил заупокойную молитву в часовне Спаса Преображения. 15 февраля 2015 года отмечалось 100-летие Братского кладбища. В этот день от храма Всех Святых прошёл крестный ход, после чего в часовне была совершена панихида. 5 мая 2017 года в Мемориальном парке состоялся крестный ход, по окончании которого состоялась торжественная закладка в стену часовни капсулы с землёй из Калининградской области, с мест боёв Первой мировой войны.

## Перезахоронение великого князя Николая Николаевича
В 2014 году внучатые племянники великого князя Николая Николаевича Младшего князья Николай Романович и Димитрий Романович обратились к правительству России с просьбой о перезахоронении останков великого князя и его супруги Анастасии Черногорской в России. Великий князь Николай Николаевич являлся Верховным главнокомандующим всеми сухопутными и морскими силами Российской империи в начале Первой мировой войны. После Октябрьской революции он переехал во Францию. Николай Николаевич был похоронен с супругой в крипте церкви Святого Михаила Архангела в Каннах. По словам родственников великого князя, он хотел упокоиться на Родине рядом со своими солдатами. Идею о перезахоронении поддержал председатель Государственной думы РФ С. Е. Нарышкин.
В декабре 2014 года премьер-министр РФ Д. А. Медведев подписал указ о создании межведомственной рабочей группы по организации церемонии переноса из Франции и захоронения в Москве праха великого князя Николая Николаевича и его супруги великой княгини Анастасии Николаевны. Согласно документу, останки членов императорской фамилии предполагается захоронить в часовне Спаса Преображения на Братском воинском кладбище. В начале 2015 года в часовне проводились подготовительные работы: было проведено электричество, отопление, установлена сигнализация.
27 апреля 2015 года в Соборе Святого Людовика парижского Дома инвалидов состоялась панихида в память о великом князе. Затем у памятника воинам Русского экспедиционного корпуса прошла мемориальная церемония, в которой приняли участие министр культуры РФ Владимир Мединский, статс-секретарь — заместитель министра обороны РФ Николай Панков, представители рода Романовых во главе с князем Димитрием Романовичем. Вечером 27 апреля останки Николая Николаевича и его супруги спецбортом из Франции были привезены в Москву и доставлены в Донской монастырь. 28 и 29 апреля там проходила церемония прощания.
30 апреля прах был захоронен в часовне Спаса Преображения на Братском кладбище. На церемонии присутствовали спикер Госдумы Сергей Нарышкин, патриарх Кирилл, мэр Москвы Сергей Собянин, заместитель министра обороны Николай Панков, князь Димитрий Романович с супругой и князь Ростислав Ростиславович. Заупокойную литию совершил митрополит Волоколамский Иларион. Солдаты почётного караула совершили три залпа в память о великом князе, после чего прах был предан земле.

## Архитектура
Небольшая шатровая часовня из красного кирпича квадратная в плане и имеет высоту 14 м. Её венчает главка с крестом, в основании которого помещён полумесяц. Вход в часовню со стороны центральной аллеи парка. Над входом — белокаменный барельеф с изображением Георгия Победоносца.